# Brodsko kolo
Brodsko kolo godišnji je festival folklora koji se održava u Slavonskom Brodu. 
Festival je osnovan 1962. godine i smatra se jednim od glavnih kulturnih događaja cijele Slavonije, uz Vinkovačke jeseni i Đakovačke vezove. Do 1991. godine nazivao se nazivom „Smotra folklora”.
Brodsko kolo predstavlja najstariju smotru folklora u Republici Hrvatskoj, koja se kontinuirano održava u Slavonskom Brodu i Brodsko-posavskoj županiji već više od pet desetljeća. Ova manifestacija je kroz godine evoluirala od skromnog općinskog folklornog događanja do značajne kulturne ustanove koja okuplja više od 5.000 sudionika iz svih krajeva Hrvatske i inozemstva.
Brodsko kolo posebno ističe izvorne plesove i napjeve Slavonije, ali i drugih hrvatskih regija. Manifestacija je postala prepoznatljiva po predstavljanju šokačkog kola, koje je Ministarstvo kulture Republike Hrvatske zaštitilo kao nematerijalno kulturno dobro.